# Major (Regne Unit)
Veure "Major" per a d'altres països que fan servir aquesta graduació
A les Forces Armades Britàniques, major és un grau militar emprat tant per l'Exèrcit Britànic com pels Marines Reials. La divisa és una corona. El seu equivalent naval és Tinent-Comandant, i Cap d'Esquadró a la RAF. Té el rang OTAN OF-3, i se situa entre el Capità i el Tinent Coronel
A l'època de les Guerres Napoleòniques, un batalló d'infanteria normalment tenia dos majors, denominats major superior i major inferior. El major superior actuava com a segon al comandament; i els majors sovint comandaven destacaments de dues o més companyies separades del cos principal. El segon al comandament d'un batalló o d'un regiment habitualment encara és un major.
Des de l'1 d'abril de 1918 al 31 de juliol de 1919, la RAF va tenir el grau de major. L'1 d'agost de 19149 va ser substituït pel grau de comandant d'Esquadró (Squadron leader).
Durant la Primera Guerra Mundial, els majors sovint comandaven companyies independents, esquadrons o bateries, però aquestes orgànicament formaven part d'un regiment o batalló i encara eren comandades habitualment per capitans. Després de la Segona Guerra Mundial, el major va ser el comandant habitual de totes les companyies, esquadrons i bateries, i així resta fins avui.